# Freddie Elizalde
Frederico Elizalde, detto Freddie (Makati, 17 agosto 1940), è un ex nuotatore filippino, che ha partecipato alle Olimpiadi di Roma 1960.
Ai Giochi asiatici, ha avuto le maggiori soddisfazioni, vincendo 2 medaglie nell'edizione del 1958.